# Bruno Biriaco
Bruno Biriaco (Roma, 29 maggio 1949) è un batterista, direttore d'orchestra e compositore di jazz italiano.

## Biografia
Nella sua città natale comincia gli studi di pianoforte e composizione ma il suo debutto avviene da giovanissimo, come batterista del gruppo The Ancients formato da Manuel De Sica, con il quale incide due 45 giri.==
A cavallo degli anni '59/60 partecipa con il Gruppo Rock "Marchetto ed i suoi Zanzeri" ad una epica -unica- gara di complessi Rock (modello "Grease") tenutasi nei principali teatri di Roma e conclusasi al Teatro Sistina: il suo giovanissimo Gruppo-Baby (che includeva Marchetto quale Leader (Elvis jr), Franco Capanna -sax (poi migrato al Jazz del Folk Studio di via Garibaldi ed alla Big band di Alberto Corvini & Sons), Maurizio Ortolani -basso, Carlo Torri -piano, Massimo Meliadò -chitarra) vinse (Jhonny B goode) battendo i White Busters di Alberto Radius (in seguito leader della Formula 3), gruppo dal quale si era poi formato il complesso dei Flippers.
Nei primi anni settanta partecipa a festival e rassegne con i migliori musicisti italiani e stranieri tra cui Chet Baker, Johnny Griffin, Slide Hampton, George Coleman, Bob Berg, Frank Rosolino, Giorgio Gaslini, Massimo Urbani, Franco D'Andrea, Giovanni Tommaso, Gianni Basso. Successivamente fa parte del gruppo jazz-rock Perigeo, tra i più rappresentativi degli anni '70, registrando sei album per l'etichetta RCA.
Dal 1977 al 1987, per dieci anni è stato docente per la classe di batteria e musica d'insieme ai seminari musicali di Siena-Jazz, fondati da Franco Caroni.
Verso la fine degli anni '70 e l'inizio degli anni '80 debutta anche come arrangiatore costituendo il gruppo Saxes Machine formato da cinque sassofoni e sezione ritmica che lo porterà in giro per l'Italia e all'estero (Festival del Jazz di Anversa '78, Varsavia '79, Festival Internazionale della Musica di Cartagine '81). Sempre con i Saxes Machine nel 1980 tiene a Copenaghen una serie di concerti per la Radiotelevisione danese.
In campo sinfonico dirige l'Orchestra Sinfonica Abruzzese in due tournée, nel '91 e '92, sulla grande musica da film italiana.
Dal 1983 collabora e cura, come Maestro, le colonne musicali dei programmi televisivi della RAI:
- 1984/1985 Domenica In
- 1987 Proffimamente non stop 3
- 1989 Io Jane tu Tarzan
- 1989/1990/1991 Piacere Raiuno
- 1993/1994 Domenica In
- 1994/1995/1996 Luna Park
- 1997 Colorado
- 1998/1999/2000 In bocca al lupo
- 2002 Numeri uno
- 2002 Destinazione Sanremo
- 2008 Serata d'onore
- 2010 Novecento
- 2012-2013 Il Viaggio
- 2016/2017 Domenica In
- 2019 Buon Compleanno...Pippo

Il maestro Biriaco è stato direttore d'orchestra in tanti programmi televisivi di Pippo Baudo, tra i quali Destinazione Sanremo, Serata d'onore, Domenica In, Novecento, Buon Compleanno...Pippo. Nel 1988 compone la colonna sonora del film per ragazzi "Operazione pappagallo" su regia di Marco Di Tillo e sceneggiatura dello stesso Marco Di Tillo, Piero Chiambretti e Claudio Delle Fratte.
Il film, prodotto dalla Rai, è stato distribuito dall'Istituto Luce
Nell'era della musica elettronica, ha riscoperto quelle sonorità quasi dimenticate e soppiantate proprio dall'elettronica, fondando la Galaxy Big Band (formata da 5 sassofoni, 4 trombe, 4 tromboni, chitarra elettrica, contrabbasso, batteria, pianoforte e la voce di Joy Garrison, figlia di Jimmy Garrison, contrabbassista di John Coltrane) che si sviluppa sul tipico organico delle big band di Jazz come quelle di Duke Ellington, Glenn Miller, Woody Herman, Count Basie.

## Discografia

### Perigeo
- 1972 - Azimut
- 1973 - Abbiamo tutti un blues da piangere
- 1974 - Genealogia
- 1975 - La valle dei templi
- 1975 - Live at Montreux
- 1976 - Non è poi così lontano
- 1976 - Live in Italy 1976
- 1977 - Attraverso il Perigeo (raccolta)

### Con Enrico Rava
- 1973 - Pupa o Crisalide

### Con Mario Schiano
- 1967 - Original Sins 1967/70 Unreleased

### Con Gianni Basso
- 1973 - Jazz a confronto n.3

### Con Frank Rosolino
- 1973 - Jazz a confronto n.4

### Con Giorgio Gaslini
- 1973 - Favola Pop

### Con Johnny Griffin
- 1974 - Jazz a confronto n.10

### Con Renato Sellani
- 1974 - Jazz a confronto n.9

### Con Joe Albany
- 1975 - The Legendary Joe Albany

### Con Claudio Fasoli
- 1978 - Eskimo Fakiro

### Con Franco D'Andrea
- 1978 - From East to West

### Con i Saxes Machine
- 1978 - Nouami

### Con Pat La Barbera
- 1978 - The Wizard

### Con Gianni Togni
- 1975 - Com'Ero: 10 Canzoni - In Una Simile Circostanza